# تری کانگ
تری کانگ (انگلیسی: Teri Kang) قله‌ای است که با ارتفاع ۷٬۱۲۴ متر در شمال کشور بوتان قرار دارد. این قله به‌دلیل ارتفاع نسبی کم (۴۶۴ متر)، یک قله مستقل محسوب نمی‌شود و زیرقله یا یک قله فرعی از تانگشانجیابو به‌شمار می‌رود. یال‌های شمالی و جنوبی قله توسط بخش غرب رود فو چو زهکشی می‌شود.
بر پایه گزارش Himalayan Index تاکنون هیچ برنامه صعودی بر روی این قله گزارش نشده‌است.